# Кызыл-Чыраанский сумон
Кызыл-Чыраанский сумон — административно-территориальная единица (сумон) и муниципальное образование со статусом сельского поселения в Тес-Хемском кожууне Тывы Российской Федерации.
Административный центр и единственный населённый пункт сумона — село Ак-Эрик.

## Население
| 2017 | 2018 |
| ---- | ---- |
| 868  | ↗883 |